# PTGFRN
PTGFRN (англ. Prostaglandin F2 receptor negative regulator, отрицательный регулятор рецептора простагландина F2; CD315) — мембранный белок. Продукт гена человека PTGFRN.

## Функции
Белок ингибирует связывание простагландина F2α (PGF2-альфа) со своим специфическим рецептором FP за счёт снижения количества рецептора, не меняя аффинность взаимодействия лиганд-рецептор. В миобластах PTGFRN взаимодействует с тетраспанинами CD9 и CD81, предотвращая слияние миобластов в процессе мышечной регенерации.

## Структура
PTGFRN состоит из 879 аминокислот, молекулярная масса 98,6 кДа. Содержит 9 участков N-гликозилирования.

## Взаимодействия
PTGFRN взаимодействует с CD9 и CD81..

## Тканевая специфичность
Белок экспрессирован в большинстве органов, самый высокий уровень экспрессии обнаружен в сердечной мышце правого предсердия.